# ناهد طوبيا
ناهد طوبيا (English: Nahid Toubia ) ولدت عام (1951) وهي جراحة سودانية وناشطة في مجال الصحي للمرأة، متخصصة في الأبحاث حول ختان الإناث.

طوبيا هي المؤسسة المشاركة والمديرة شبكة بحوث ومعلومات للسلامة الجسدية للمرأة( RAINBO). وهي أستاذ مشارك في جامعة كولومبيا كلية الصحة العامة. فهي قائمة على اللجان العلمية والأستشارية في منظمة الصحة العالمية ويونيسف وبرنامج الأمم المتحدة الإنمائي. كما أنها تشغل منصب نائب رئيس اللجنة الأستشارية لمشروع مراقبة حقوق المرأة ضمن مشروع هيومن رايتس ووتش.

بالتركيز على الصحة الإنجابية وعدم المساواة بين الجنسين في أفرقيا والشرق الأوسط، ألفت ناهد أو شاركت في تأليف عدة كتب منها  نساء العالم العربي: التحدي القادم  (1988)، وختان الإناث: دعوة عالمية للتحرك(1995)، و  ختان الإناث: دليل القوانين والسياسات في جميع أنحاء العالم (2000)

## شهادتها
ولدت ناهد في الخرطوم السودان، والتحقت بكلة الطب في مصر. في 1981 أنهت تدربيها على الجراحة في المملكة المتحدة وحصلت على الماجستير والدكتوراة في الصحة العامة وسياستها من مدرسة لندن لحفظ الصحة وطب المناطق الحارة. أصبحت زميل في كلية الجراحين الملكية في 1981، وأول جراحة امرأة في السودان. 

## حياتها المهنية والبحوث التي قامت بها
في عام 1985، عادت ناهد إلى السودان، حيث كانت رئيس قسم طب الأطفال في المستشفى التعليمي بالخرطوم. وقانت بإنشاء عيادة طوارئ خاصة بها وبسبب عدم الاستقرار السياسي في بلادها رجعت إلى المملكة المتحدة مرة أخرى، وبدأت في عمل بحثها في ختان الإناث.
ومن 1990 ولمدة أربعة سنوات عملت في مجلس السكان بنيويورك.

ناهد هي المؤسسة والمديرة لشبكة بحوث ومعلومات للسلامة الجسدية للمرأة(Rainbo)، وهي منظمة دولية تعمل على القضاء على ختان الإناث من خلال التمكين الذاتي للمرأة والتغيير الاجتماعي. المنظمة لها مكتبان في لندن وفي نيويورك، وتعمل في أوغندا وجنوب أفريقيا وجامبيا ونيجريا.
لعبت ناهد طور بار في تغير النظرة لختان الإناث من كونها مشكلة مورقة في الطب إلى قضية حقوق انسان.
في 2002، صرحت ناهد لخدمة العالمية لشبكة BBC أن محاربة ختان الإناث في الأساس من أجل تغيير وعى المرأة وتكمينها لتغيير مكانتهن الاجتماعية. وقالت أنه في الوقت الذي تعمل معظم الحكومات الأفريقية والدكاترة المتخصصين والمنظمات غير الحكومية علي هذة القضية كان التحدي الأكبرهو على المستوى الشعبي . قالت«النساء يعتقدن أنه بمجرد أن تسمحي بإزاله أعضائك التناسلية فقد تم رفعك لدرجة من الأمومة النقية- أمومة لا يشوبها الجنس»، لذلك تقوم النساء بالتنازل عنها لتصلبح مربية والجميع يحترمها.
ومع تحدي هذة العادة، والذي هو في مجال المرأة لتقويتها في الحقيقة، فإنه من الصعب إقناع المرأة عن إقناع الرجل.
عملت الدكتورة ناهد كمديرة لمعهد الصحة والحقوق الانجابية بالخرطوم.

## أعمال مختارة
- Women of the Arab World: The Coming Challenge (1988)
- Female Genital Mutilation: A Call for Global Action (1995)
- with Susan Izett, Learning About Social Change : A Research and Evaluation Guidebook Using Female Circumcision as a Case Study (1999)
- Caring for Women with Circumcision: A Technical Manual for Health Care Providers (1999)
- with Anika Rahman, Female Genital Mutilation: A Guide to Worldwide Laws and Policies (2000)